# Крупорушка
Крупору́шка (от слов «крупа» и «рушить») — небольшое предприятие или машина по очистке и переработке зерна в крупу..
От мельницы отличается «размером» продукции (мельница перемалывает зерно в муку, крупорушка только дробит его).
Используют крупорушку на крупозаводах или крупоцехах для переработки пшеницы, гречихи, проса, ячменя, кукурузы, гороха, овса, риса, сои.

## Принцип работы
В большом вращающемся цилиндре зерно обрабатывается большими круглыми камнями (то есть рушится).

## Разновидности
Различают механические и электрические крупорушки.